# Rolf Stenholm
Carl Erik Rolf Stenholm (23 juli 1937) is een Zweeds organist.

## Levensloop
Svenholm studeerde orgel in Stockholm bij Alf Linder en in Antwerpen bij Flor Peeters.
Hij verwierf de tweede prijs in het eerste internationaal orgelconcours dat in Brugge werd gehouden in het kader van het Festival Oude Muziek.
Stenholm werd in 1966 titularis van het orgel in de Strängnäs Kathedraal.
Hij heeft veel composities bewerkt en uitgevoerd van César Franck, Max Reger en Olivier Messiaen en hij maakte talrijke orgeltournees en platenopnames.
- Bibsys: 4067506
- Bibliothèque nationale de France: cb16524813s (data)
- International Standard Name Identifier: 0000 0001 2275 8734
- Library of Congress Control Number: no00100616
- LIBRIS: 304330
- Virtual International Authority File: 4915692
- WorldCat: E39PBJhGWrMV9wFg6krcM8JFKd